# Astrohippus
Astrohippus es un género extinto de mamífero perteneciente a la familia Equidae y a la tribu Equini, la misma tribu que abarca al único género vivo de équido, Equus. Los restos fósiles de este género se han hallado en el centro de Estados Unidos y Florida y en los estados mexicanos de Chihuahua, Jalisco y Guanajuato. Sus fósiles datan de la fase del Barstoviano en el Mioceno hasta la edad-mamífero del Hemphilliano ya a principios del Plioceno.
Basándose en el estudio de la morfología de sus dientes se considera improbable que Astrohippus sea un ancestro de los caballos modernos, al tiempo que seguramente Astrohippus sería un descendiente de Pliohippus.
La especie A. ansae fue descrita originalmente por W.D. Matthew y R.A. Stirton basándose en varios dientes molares hallados en Coffee Ranch quarry, Condado de Hemphill, en Texas. Esta cantera ha producido los restos de otros seis géneros de équidos incluyendo a Dinohippus y a Nannippus. A. stockii fue descrito de la localidad de Yepomera en Chihuahua, México, por J.F. Lance en 1950 como Pliohippus stockii. La especie fue trasladada a Astrohippus cinco años después por Quinn. La especie A. albidens fue nombrada por O. Mooser en 1965 de México, siendo movida más adelante a Dinohippus en 1988 por T. S. Kelly y E. B. Lander. En 1998 A. stockii y A. albidens fueron sinonimizados por T. S. Kelly, preservando el nombre anterior de A. stockii y A. albidens volviéndose un sinónimo más moderno.
Ambas especies de Astrohippus han aparecido en la Ocote Local Fauna de Guanajuato en México por O. Mooser en 1973.